# Alfred Roberts
Alfred Roberts (18 avril 1892 – 10 février 1970) était un épicier anglais, prédicateur laïc de l'Église méthodiste et maire de Grantham. Il était le père de Margaret Thatcher, l'ancien Premier ministre du Royaume-Uni.

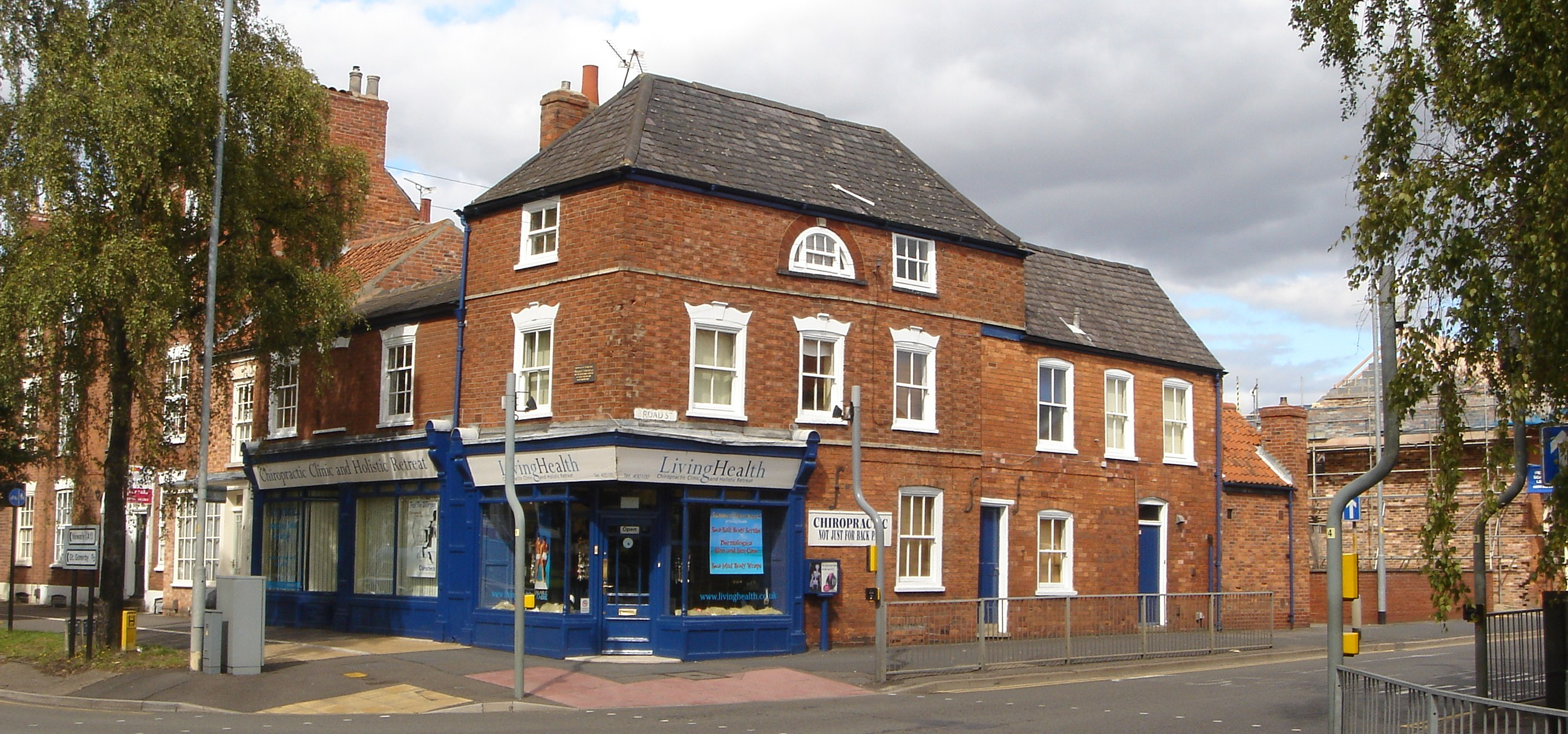
Maison natale de Margaret Thatcher à Grantham dans la petite épicerie de quartier de son père.

## Biographie
Alfred Roberts est né et a grandi à Ringstead dans le Northamptonshire. Il est le cinquième des sept enfants de Benjamin Ebenezer Roberts (1857-1925) et d'Ellen Smith (1857-1935), dont la propre mère est née à Kenmare, en Irlande. Sa mauvaise vue l'empêche de devenir cordonnier comme ses parents et grands-parents paternels.
Il quitte l'école à treize ans pour aider sa famille et travaille comme commis d'un épicier. Il déménage ensuite à Grantham dans le Lincolnshire, où il devient apprenti d'un marchand de légumes alors qu'il avait d'abord voulu devenir enseignant. 
Quatre ans après avoir déménagé à Grantham, Roberts rencontre Beatrice Ethel Stephenson (septembre 1888 – 7 décembre 1960) à l'église méthodiste locale. Ils se marient à Grantham le 28 mai 1917 et ont deux filles : Muriel (24 mai 1921 – 1er décembre 2004)  et Margaret (13 octobre 1925 – 8 avril 2013). En 1919, ils achètent une épicerie de quartier et en 1923 ouvrent un deuxième magasin.
En 1927, il devient conseiller municipal de Grantham puis maire de la ville en 1945. Il y est parallèlement président de la Chambre de commerce locale et du Rotary Club.

### Sources
- (en) Cet article est partiellement ou en totalité issu de l’article de Wikipédia en anglais intitulé « Alfred Roberts » (voir la liste des auteurs).